# Obersteinbach
Obersteinbach je občina v departmaju Bas-Rhin francoske regije Alzacija.
Leta 1990 je v občini živelo 199 oseb oz. 22 oseb/km².